# 비 해석적 매끄러운 함수
수학에서, 매끄러운 함수(무한히 미분가능한 함수)와 해석함수 는 가장 중요한 함수의 유형이다. 어떠한 실수 인자를 가지는 해석함수는 매끄럽다는것은 쉽게 증명된다. 아래의 반례와 같이 그 역은 참이 아니다
콤팩트 지지 매끄러운 함수 의 중요한 적용 중 하나는 로랑 슈바르츠의 분포이론과 같은 일반화 함수이론에서 중요한 소위 말하는 완화자의 생성의 역할을 하는 것이다.
매끄럽지만 비 해석적인 함수의 존재는 미분기하학과 해석 기하학의 핵심적인 차이점을 나타낸다. 층 이론에서, 이 차이점은 다음과 같이 설명할 수 있다: 해석적인 경우와 비교해서 미분가능한 다양체에서 미분가능한 함수의 층은 단사층이다.
다음 함수는 보통 미분가능한 다양체에서 단위 분할을 만들 때 사용된다.

## 함수의 예시

### 함수의 정의

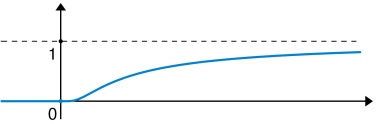
문서에서 다뤄지는 비 해석적 매끄러운 함수이다.

다음의 모든 실수 x에서 정의된 함수를 생각해보자:
{\displaystyle f(x)={\begin{cases}\exp(-1/x)&{\text{if }}x>0,\\0&{\text{if }}x\leq 0,\end{cases}}}

### 이 함수는 매끄럽다
함수 f는 실선의 모든 점 x에서 모든 차수의 연속적인 미분이 존재한다:
{\displaystyle f^{(n)}(x)={\begin{cases}\displaystyle {\frac {p_{n}(x)}{x^{2n}}}\,f(x)&{\text{if }}x>0,\\0&{\text{if }}x\leq 0,\end{cases}}}
여기서 pn(x)은 p1(x) = 1과 다음 수식에서 재귀적으로 주어진 n − 1차 다항식이다:
{\displaystyle p_{n+1}(x)=x^{2}p_{n}'(x)-(2nx-1)p_{n}(x),\qquad n\in \mathbb {N} .}

#### 증명의 개요
증명은 음이 아닌 정수 m에 대한 다음의 사실로부터 전개된다:
{\displaystyle \lim _{x\searrow 0}{\frac {e^{-1/x}}{x^{m}}}=0.}
이것은 모든 f (n) 은 연속이고 x = 0에서 미분가능하다는것을 다음의 이유로 내포한다:
{\displaystyle \lim _{x\searrow 0}{\frac {f^{(n)}(x)-f^{(n)}(0)}{x-0}}=\lim _{x\searrow 0}{\frac {p_{n}(x)}{x^{2n+1}}}\,e^{-1/x}=0.}

#### 상세 증명
지수 함수의 멱급수 표현에 의해, 우리는 0을 포함한 모든 자연수 m에 대하여 다음과 같은 식을 얻는다:
{\displaystyle {\frac {1}{x^{m}}}=x{\Bigl (}{\frac {1}{x}}{\Bigr )}^{m+1}\leq (m+1)!\,x\sum _{n=0}^{\infty }{\frac {1}{n!}}{\Bigl (}{\frac {1}{x}}{\Bigr )}^{n}=(m+1)!\,x\exp {\Bigl (}{\frac {1}{x}}{\Bigr )},\qquad x>0,}
왜냐하면 n ≠ m + 1인 모든 양의 항들이 더해지기 때문이다. 따라서 지수 함수의 함수식을 이용하면 다음과 같다:
{\displaystyle \lim _{x\searrow 0}{\frac {e^{-1/x}}{x^{m}}}\leq (m+1)!\lim _{x\searrow 0}x=0.}
이제 수학적 귀납법으로 f 의 n차 미분에 대한 공식을 증명한다..연쇄 법칙과 역함수의 미분 법칙, 지수함수의 도함수가 다시 도함수인 성질을 이용해서 x > 0이고, p1(x)가 0차 다항식일 때 f의 일계도함수의 식이 성립함을 볼 수 있다. 당연히 f의 일계도함수는 x < 0에서 0이다. x = 0에서 f의 우측 편미분이 0인 것을 보이면 된다. 위의 극한을 사용하면 다음을 알 수 있다:
{\displaystyle f'(0)=\lim _{x\searrow 0}{\frac {f(x)-f(0)}{x-0}}=\lim _{x\searrow 0}{\frac {e^{-1/x}}{x}}=0.}
n에서 n + 1으로 가는 과정은 유사하다. x > 0일 때 우리는 다음 도함수를 얻을 수 있다:
{\displaystyle {\begin{aligned}f^{(n+1)}(x)&={\biggl (}{\frac {p'_{n}(x)}{x^{2n}}}-2n{\frac {p_{n}(x)}{x^{2n+1}}}+{\frac {p_{n}(x)}{x^{2n+2}}}{\biggr )}f(x)\\&={\frac {x^{2}p'_{n}(x)-(2nx-1)p_{n}(x)}{x^{2n+2}}}f(x)\\&={\frac {p_{n+1}(x)}{x^{2(n+1)}}}f(x),\end{aligned}}}
여기서 pn+1(x)은 n = (n + 1) − 1차 다항식이다. 물론 x < 일 때, f의 (n + 1)계도함수는 0이다. x = 0일 때 f (n)의 우미분계수는 다음과 같다:
{\displaystyle \lim _{x\searrow 0}{\frac {f^{(n)}(x)-f^{(n)}(0)}{x-0}}=\lim _{x\searrow 0}{\frac {p_{n}(x)}{x^{2n+1}}}\,e^{-1/x}=0.}

### 이 함수는 비 해석적이다
앞에서 봤듯이 함수 f는 매끄럽고 원점에서 모든 미분계수는 0이다. 따라서 원점에서 f의 테일러 급수는 항상 0이다.
{\displaystyle \sum _{n=0}^{\infty }{\frac {f^{(n)}(0)}{n!}}x^{n}=\sum _{n=0}^{\infty }{\frac {0}{n!}}x^{n}=0,\qquad x\in \mathbb {R} ,}
그리고 테일러 급수는 x > 0에서 f(x)와 같지 않다. 따라서 f는 원점에서 해석적이지 않다. 이 과정은 실수가 아닌 복소수를 변수로 가지는 미분 가능한 복소함수에서는 일어나지 않는다. 사실 모든 정칙함수의 해석성이기 때문에 f가 무한히 미분가능함에도 불구하고 해석적이지 않다는 점은 실해석학과 복소해석학의 가장 큰 차이점을 나타낸다.
함수 f가 실수 선에서 모든 차수의 도함수를 가지고 있지만, 양의 실수 절반 x > 0에서부터 다음의 함수와 같은 복소평면에서 f의 해석적 연속성을 보라.
{\displaystyle \mathbb {C} \setminus \{0\}\ni z\mapsto \exp(-1/z)\in \mathbb {C} ,}
이 함수는 본질적 특이점을 가지고 있다. 따라서 연속적이지도 않으며, 덜 해석적이다. 피카르의 정리에 의해서 이것은 원점 주변에서 무한히 자주 0을 제외한 모든 복소수를 얻는다.

### 매끄러운 전이 함수
{\displaystyle g(x)={\frac {f(x)}{f(x)+f(1-x)}},\qquad x\in \mathbb {R} ,}

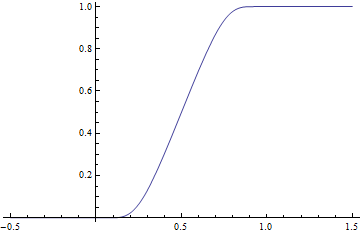
여기서 정의한 0에서 1까지의 매끄러운 전이함수 g를 나타낸 그래프이다.

이 함수는 엄밀히 실수 전체에서 양수이기 때문에 g는 매끄럽다. 게다가 x ≤ 0에서 g(x) = 0이고 x ≥ 1에서 g(x) = 1이다. 따라서 따라서 이 함수는 단위 구간 [0,1]에서 0에서 1까지 매끄러운 전이를 제공한다. a < b인 실수 구간 [a,b]에서 매끄러운 전이를 갖기 위해서는 다음의 함수를 보자
{\displaystyle \mathbb {R} \ni x\mapsto g{\Bigl (}{\frac {x-a}{b-a}}{\Bigr )}.}
실수 a < b < c < d에서, 다음의 매끄러운 함수
{\displaystyle \mathbb {R} \ni x\mapsto g{\Bigl (}{\frac {x-a}{b-a}}{\Bigr )}\,g{\Bigl (}{\frac {d-x}{d-c}}{\Bigr )}}
는 닫힌 구간 [b,c]에서 1이며 구간 (a,d) 외부에서 0이된다.

## 어떤 점도 해석적이지 않은 매끄러운 함수

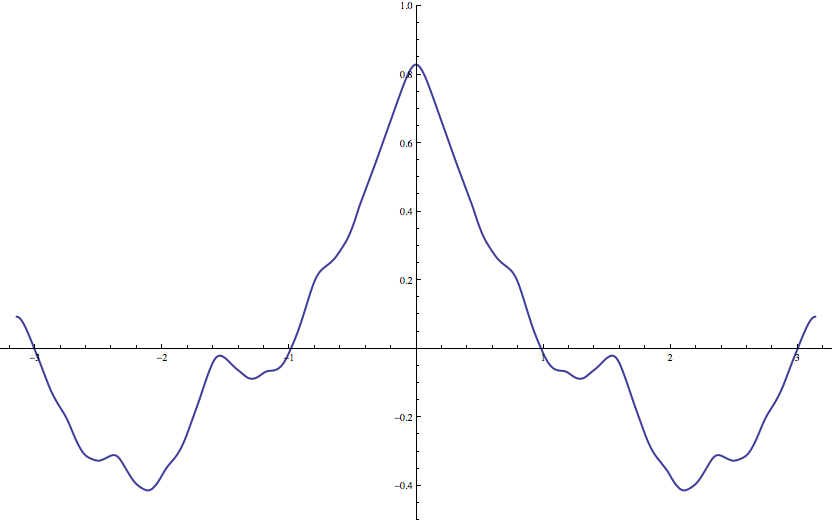
여기서 나오는 모든 점에서 매끄럽지만 어떤 점에서도 해석적이지 않는 함수의 근사이다. 이 부분합은 k=2^{0}에서 2^{500}까지를 취한다.

무한히 미분 가능하지만 어떤 점에서도 비 해석적인 더 과정적인 예는 다음과 같이 푸리에 급수의 평균을 이용하여 만들 수 있다. A := { 2n : n ∈ N }를 2의 모든 거듭제곱의 집합이라고 하자, 그리고 모든 x ∈ R 에서 정의하자
{\displaystyle F(x):=\sum _{k\in A}e^{-{\sqrt {k}}}\cos(kx)\ .}
여기서  급수 {\displaystyle \sum _{k\in A}e^{-{\sqrt {k}}}k^{n}} 는 모든 n ∈ N에서 수렴하며, 이 함수는 바이어슈트라스 M-판정법의 표준 유도 응용에 의해 쉽게 C∞의 원소라는 것을 알 수 있어서 각 급수의 도함수의 균등수렴을 증명할 수 있다. 게다가 π의 어떠한 이진 유리수배에 대해서, 즉 p ∈ N이고 q ∈ A 이며, n ≥ 4 이고 n > q인 모든 n ∈ A 차수의 도함수 에서인 ,  모든 x := π· p/q에서 다음을 얻을 수 있다.
{\displaystyle F^{(n)}(x):=\sum _{k\in A}e^{-{\sqrt {k}}}k^{n}\cos(kx)=\sum _{k\in A \atop k>q}e^{-{\sqrt {k}}}k^{n}+\sum _{k\in A \atop k\leq q}e^{-{\sqrt {k}}}k^{n}\cos(kx)\geq e^{-{\sqrt {n}}}n^{n}+O(q^{n})\quad (\mathrm {as} \;n\to \infty )}
여기서 우리는 모든 k > q에서 cos(kx) = 1이라는 사실을 사용했다. 결과적으로 그러한 어떤 x ∈ R에서
{\displaystyle \limsup _{n\to \infty }\left({\frac {|F^{(n)}(x)|}{n!}}\right)^{1/n}=+\infty \,,}
코시-아다마르 정리에 의해서 x에서 F의 수렴반경은 0이 된다. 함수의 해석성의 집합은 열린집합이고 이진 유리수들은 밀도가 높기 때문에 F는 R의 어떠한 점에서도 해석적이지 않다는 결론을 내릴 수 있다.

## 테일러 급수의 적용
실수 또는 복소수의 모든 수열 α0, α1, α2, . . . 에 대해서, 다음은 이 수들을 수직선의 원점에서 미분계수로 가지는 매끄러운 함수 F가 존재함을 나타낸다. 특히 모든 수열의 숫자는 매끄러운 함수의 테일러 급수의 계수로 나타날 수 있다. 이 결과는 에밀 보렐 이후 보렐의 보조정리로 알려져 있다.
위에서 정의한 매끄러운 전이 함수 g를 사용하여 정의 하면ː
{\displaystyle h(x)=g(2+x)\,g(2-x),\qquad x\in \mathbb {R} .}
이 함수 h역시 매끄럽다; 이 함수는 닫힌 구간 [−1,1]에서는 1이고 열린 구간 (−2,2)의 외부에서는 사라진다. h를 사용하여 0을 포함한 모든 자연수에 대하여 매끄러운 함수를 정의한다ː
{\displaystyle \psi _{n}(x)=x^{n}\,h(x),\qquad x\in \mathbb {R} ,}
이는 구간 [−1,1]에서 단항식 xn과 일치하고 구간 (−2,2) 외부에서는 사라진다. 따라서 원점에서 ψn의 k차 미분계수는 다음을 만족한다
{\displaystyle \psi _{n}^{(k)}(0)={\begin{cases}n!&{\text{if }}k=n,\\0&{\text{otherwise,}}\end{cases}}\quad k,n\in \mathbb {N} _{0},}
그리고 최대 최소 정리는 ψn과 ψn의 모든 도함수들이 유계함수라는 것을 내포한다. 따라서 상수
{\displaystyle \lambda _{n}=\max {\bigl \{}1,|\alpha _{n}|,\|\psi _{n}\|_{\infty },\|\psi _{n}^{(1)}\|_{\infty },\ldots ,\|\psi _{n}^{(n)}\|_{\infty }{\bigr \}},\qquad n\in \mathbb {N} _{0},}
of ψn의 균등 수렴 위상과 그것의 첫번째 n 도함수를 포함해서 잘 정의된 실수이다. 크기를 조절한 함수를 정의한다ː
{\displaystyle f_{n}(x)={\frac {\alpha _{n}}{n!\,\lambda _{n}^{n}}}\psi _{n}(\lambda _{n}x),\qquad n\in \mathbb {N} _{0},\;x\in \mathbb {R} .}
연쇄 법칙을 반복적으로 적용한다
{\displaystyle f_{n}^{(k)}(x)={\frac {\alpha _{n}}{n!\,\lambda _{n}^{n-k}}}\psi _{n}^{(k)}(\lambda _{n}x),\qquad k,n\in \mathbb {N} _{0},\;x\in \mathbb {R} ,}
이전에 계산한 0에서 ψn의 k차 미분계수를 사용하면
{\displaystyle f_{n}^{(k)}(0)={\begin{cases}\alpha _{n}&{\text{if }}k=n,\\0&{\text{otherwise,}}\end{cases}}\qquad k,n\in \mathbb {N} _{0}.}
우리가 구하고자 하는 함수는 다음과 같다ː
{\displaystyle F(x)=\sum _{n=0}^{\infty }f_{n}(x),\qquad x\in \mathbb {R} ,}
이것은 잘 정의되어 있고, 순차적으로 무한히 미분할 수 있다. 이를 위해 모든 k에 대해서 보자
{\displaystyle \sum _{n=0}^{\infty }\|f_{n}^{(k)}\|_{\infty }\leq \sum _{n=0}^{k+1}{\frac {|\alpha _{n}|}{n!\,\lambda _{n}^{n-k}}}\|\psi _{n}^{(k)}\|_{\infty }+\sum _{n=k+2}^{\infty }{\frac {1}{n!}}\underbrace {\frac {1}{\lambda _{n}^{n-k-2}}} _{\leq \,1}\underbrace {\frac {|\alpha _{n}|}{\lambda _{n}}} _{\leq \,1}\underbrace {\frac {\|\psi _{n}^{(k)}\|_{\infty }}{\lambda _{n}}} _{\leq \,1}<\infty ,}
남은 무한급수는 비판정법에 의해 수렴한다

## 고 차원으로 적용

일차원에서의 함수 Ψ_{1}(x)를 나타낸 것이다

모든 반경 r > 0에 대하여,
{\displaystyle \mathbb {R} ^{n}\ni x\mapsto \Psi _{r}(x)=f(r^{2}-\|x\|^{2})}
유클리드 노름 ||x||과 함께 n차원 유클리드 공간에서 반경이 r인 공을 지지집합으로 가지는 매끄러운 함수를 정의하지만 {\displaystyle \Psi _{r}(0)>0}.

## 같이 보기
- 범프 함수
- 파비우스 함수
- 플랫 함수
- 완화자